# Непокульчицкий, Францишек

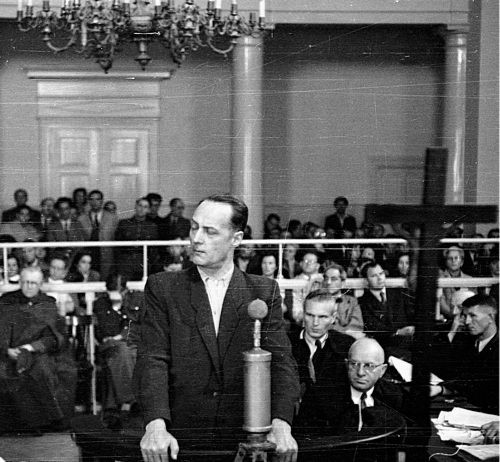
Францишек Непокулчицкий во время судебного процесса, 1947 г.

Франци́шек Непокульчи́цкий (пол. Franciszek Niepokólczycki, 27.10.1900 г., Житомир, Российская империя — 11.06.1974 г., Варшава, Польша) — полковник инженерных войск Войска Польского II Республики, один из командиров Армии Крайовой, третий президент подпольной антикоммунистической организации «Свобода и Независимость», политзаключённый.

## Биография
С ноября 1918 года был членом подпольной Польской военной организации в Житомире. Во время Советско-польской войны воевал в партизанском отряде. С 1922 года служил в 10-м инженерном полку в Перемышле и в 3-м инженерном полку в Вильнюсе.
В начале сентября 1939 года принимал участие в сражениях в качестве командира 60-го инженерного полка, входящего в состав армии «Модлин». После оккупации Польши Германией ушёл в подполье. 27 сентября 1939 года вступил в подпольную организацию «Служба победе Польши», которая позднее была переименована в «Союз вооружённой борьбы».
5 октября 1939 года Францишек Непокульчицкий был командиром отряда, совершившего в Варшаве неудачное покушение на Адольфа Гитлера во время немецкого парада на Уяздовской аллее.
В 1940 году стал командиром подпольной организации «Союз возмездия». Совместно с майором Зофией Франьо создал подпольные группы диверсий и саботажа. Участвовал в создании отдела «Кедыв» (Управление диверсий) в составе Армии крайовой. С 1943 года был комендантом «Кедыва».
В августе 1944 года Францишек Непокульчицкий в звании полковника участвовал в Варшавском восстании, во время которого попал в плен и находился до января 1945 года в Германии в лагере для польских офицеров Oflag II C Woldenberg.
После возвращения в Польшу Францишек Непокульчицкий продолжил подпольную деятельность против коммунистических властей. Служил в качестве заместителя командира зоны Юг организации «Свобода и Независимость». В ноябре 1945 года был избран третьим Президентом организации «Свобода и Независимость».
22 октября 1946 года был арестован в Кракове польской Службой общественной безопасности. Год спустя был приговорён к смертной казни, позднее приговор заменили на пожизненное заключение. В декабре 1956 года был освобождён из заключения.
Францишек Непокульчицкий умер 11 июня 1974 года в Варшаве.

## Награды
- Серебряный Крест Заслуги — награждён в 1928 году;
- Крест Независимости — награждён в 1931 году;
- Серебряный крест Виртути Милитари — награждён в 1944 году;
- Орден Белого орла — награждён в 2008 году;
- Крест Храбрых — награждён четырежды;